# Соловьёв, Николай Николаевич (певец)
Николай Николаевич Соловьёв (26 августа 1941, Николаевский, Сталинградская область — 17 декабря 2015, Москва) — советский артист оперетты и кино, певец (бас-баритон), заслуженный артист РСФСР.

## Биография
Родился в Николаевске Сталинградской области (сейчас Волгоградская область). В 1968 году окончил Саратовскую консерваторию имени Л. В. Собинова.
В 1967—1968 годах пел в Саратовском театре оперы и балета.
В 1968—1972 годах выступал в Ленинградском театре музыкальной комедии.
В 1972—1975 годах пел в Музыкальном академическом театре имени Станиславского и Немировича-Данченко, на сцене которого исполнил несколько партий. Одна из лучших его работ — д’Артаньян в опере М. Вайнберга «Любовь д’Артаньяна» (по мотивам «Трёх мушкетёров» А. Дюма).
Со временем концертная деятельность стала превалировать, и в 1975 году Соловьёв стал солистом Росконцерта. Основой репертуара певца были «счастливые» песни, в которых говорилось о всепобеждающей и радостной силе любви. Лев Лещенко вспоминает:
...Если человек, тем более делегированный страной, на таком высоком уровне, ничего не привозил, то он сразу выходил в тираж. Так было, например, с Колей Соловьевым, который поехал в Сопот после меня в 1973 году, пел что-то невразумительное, не получил даже диплома, хотя на этих фестивалях в соцстранах советским артистам всегда старались что-то дать, если не победу или высокое место, то хотя бы утешительный приз – за какое-нибудь «лучшее исполнение болгарской песни», «польской песни» и т.д. А Коля не получил ничего, а был в то время достаточно ярким и популярным исполнителем, шел где-то четвертым-пятым номером после Хиля, Кобзона… Приехал из Сопота ни с чем, и сразу его не стало.
В 1984 году был снят фильм-концерт «Поёт Николай Соловьёв», однако годы высшей популярности певца были в прошлом. В 1990-е годы занимался извозом.
В 2011 году скончалась его жена. Последние годы жизни провёл в деревне, далеко от Москвы, в собственном доме, где писал мемуары. У него двое детей, которые иногда приезжали к нему в гости.
В 2015 году периодически летал в Израиль на химиотерапию для лечения онкологического заболевания. Умер в Москве, в Боткинской больнице.

## Награды
- Лауреат Международного песенного фестиваля в Ростоке (ГДР).
- Дипломант IV Всесоюзного конкурса артистов эстрады (1970).
- Заслуженный артист РСФСР (1976).
- орден Почёта (17.08.1989) — за заслуги в укреплении культурных связей с Республикой Афганистан[2]

## Работы в театре

### Актёр
- 1968 — «Франсуаза» О. Хромушина — Алексей
- 1968 — «Требуется героиня» В. Баснера — Ким
- 1970 — «Третья весна» Г. Портнова — Карташов

## Фильмография
Актёр
- 1972 — Только ты (фильм, 1972) — Максим Чайка, капитан китобойного корабля «Беспощадный»
- 1973 — Мы хотим танцевать — Ферри
- 1978 — Подпольный обком действует (1-я серия «Война») — эпизод

Вокал
- 1972 — Только ты (фильм, 1972)
- 1974 — Осенние грозы (фильм)

## Дискография
- «Дарите женщинам цветы» (1977)[3]